# Bomba alternativa

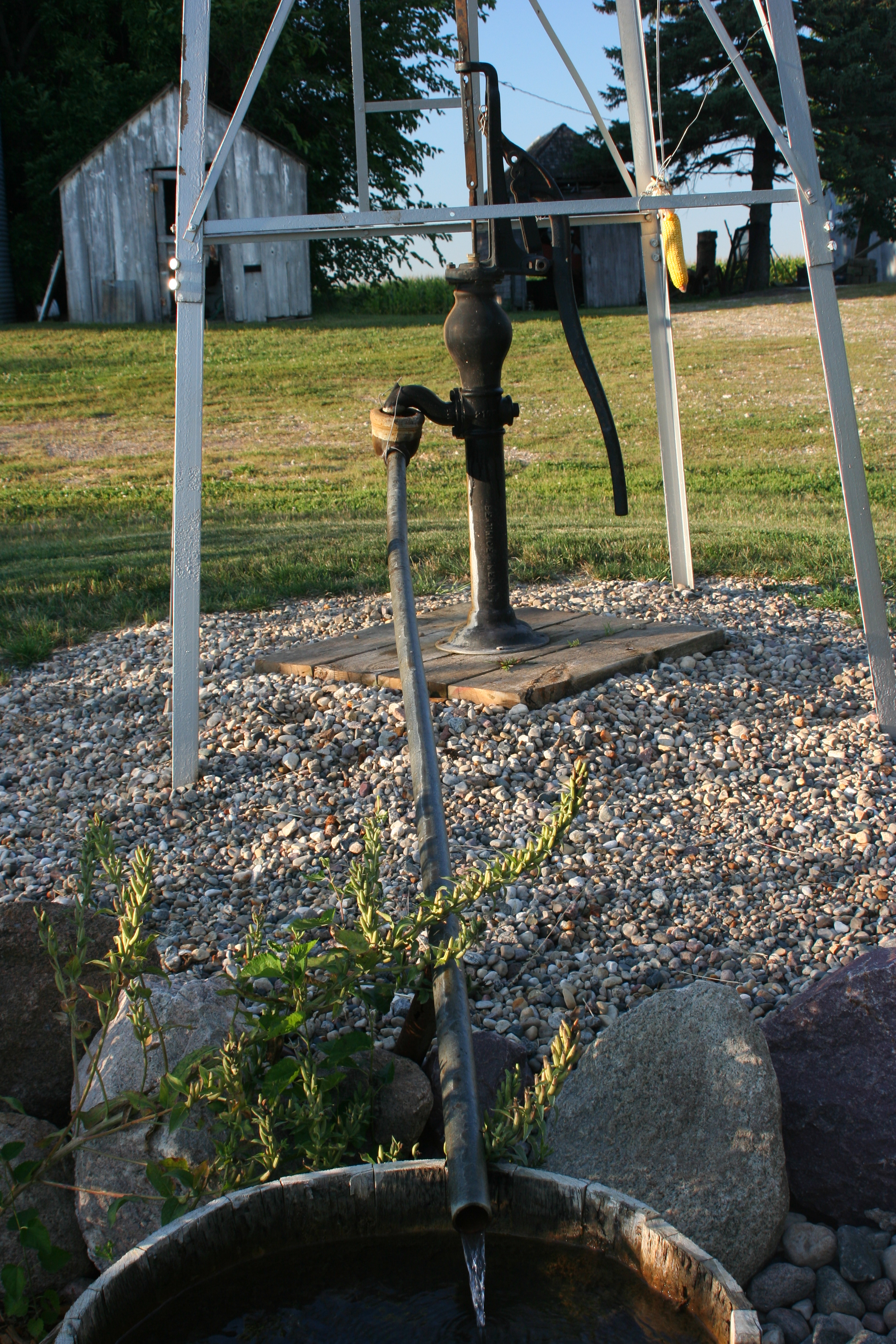
Bomba alternativa impulsada per un molí de vent en una granja per extreure aigua d'un pou.

Una bomba alternativa és un mecanisme de bombament basat en el desplaçament de vaivé duna peça estanca, que s'utilitza per impulsar fluids. Inclou les bombes de pistó i les bombes de membrana. Quan estan ben mantingudes, les bombes alternatives poden durar anys o fins i tot dècades; encara que si es descuiden poden experimentar degoteig i un desgast sever. Sovint són utilitzades quan s'han de manejar quantitats relativament petites de líquids amb pressions de lliurament força elevades. A les bombes d'èmbol, la càmera on el líquid s'impulsa és un cilindre estacionari que conté un pistó.

## Tipus
Pel tipus d'accionament
- Bomba manual: L'exemple més senzill és la bomba de bicicleta, àmpliament utilitzada per inflar pneumàtics de bicicleta i diversos tipus de pilotes de diferents esports. La denominació de bomba per a aquests utensilis no és realment el terme més adequat, ja que generen més compressió que volum de flux.[2]
- Bombes profundes en pous : solien accionar-se manualment amb una palanca, encara que és freqüent veure-les impulsades per molins de vent o per petits motors d'explosió. Quan l'èmbol està situat en superfície, funcionen per aspiració, cosa que limita la seva altura útil de bombament a menys dels 9 metres de desnivell (a causa de l'efecte de la pressió atmosfèrica).

Pel mecanisme
- D'acció simple : Consta d'un pistó on només un dels costats impulsa el fluid.[3] L'exemple més senzill seria una xeringa.
- D'acció doble : Els dos costats del pistó desplacen el fluid. Així, amb cada impuls del pistó es produeixen succió i expulsió alhora. Per aquest motiu requereix dos tubs d'entrada i dos més de sortida.
- De triple acció.

## Exemples
Alguns exemples de bombes alternatives:
- Bomba manual
- Bomba alternativa axial
- Bomba rotativa de pistons